# Dooro
Dooro is een bestuurslaag in het regentschap Gresik van de provincie Oost-Java, Indonesië. Dooro telt 844 inwoners (volkstelling 2010).